# Hans-Werner Jarosch
Hans-Werner Jarosch (* 9. Juni 1942 in Kattowitz) ist ein Generalleutnant außer Dienst der Luftwaffe der Bundeswehr. In seiner letzten Verwendung war er stellvertretender Inspekteur der Luftwaffe.

## Leben
Jarosch stammt aus Oberschlesien. Er trat nach dem Abitur 1962 in die Ausbildungsbatterie des Luftwaffenflugabwehrbataillons 41 in Essen in die Bundeswehr ein. Er wurde dann als Offizieranwärter der Luftwaffe in Burbach, Rendsburg und Neubiberg ausgebildet.
Von 1964 bis 1969 war Jarosch Feuerleitoffizier im Flugabwehrraketenbataillon 34 in Erding und Rottenburg/Laaber. 1969 wurde er Hörsaalleiter an der Raketenschule der Luftwaffe in El Paso (Texas). Von 1971 bis 1974 war er stellvertretender Chef bzw. Chef einer HAWK-Batterie in Bremervörde/Cuxhaven.
Jarosch durchlief von 1974 bis 1976 den 19. Generalstabslehrgang Luftwaffe an der Führungsakademie der Bundeswehr in Hamburg. Danach war er Einsatzgeneralstabsoffizier der 2. Luftwaffendivision (LwDiv) in Birkenfeld und Referent beim Führungsstab der Luftwaffe in Bonn verwendet. 1984 wurde er Kommandeur des Flugabwehrraketenbataillons 31 in Westertimke.
Von 1986 bis 1987 nahm Jarosch am 60. NATO Defense College in Rom teil. Er war von 1987 bis 1990 Principal Staff Officer des stellvertretenden Supreme Allied Commander Europe (SACEUR) in Mons (Belgien). 1990/91 war er stellvertretender Leiter einer Arbeitsgruppe der NATO. Von 1991 bis 1994 war er Referatsleiter Konzeption Luftwaffe im Führungsstab der Luftwaffe und Referatsleiter Konzeption Bundeswehr im Führungsstab der Streitkräfte.
Von 1994 bis 1999 war Jarosch Kommandeur der Offizierschule der Luftwaffe (OSLw) in Fürstenfeldbruck. 1999 wurde er Stellvertreter des Kommandierenden Generals des Luftwaffenkommandos (LwKdo) Nord in Kalkar. Zuletzt war er stellvertretender Inspekteur der Luftwaffe (InspL). 2004 trat er außer Dienst.
Jarosch ist verheiratet, katholisch und Vater von einem Sohn und einer Tochter.

## Auszeichnungen
- 1984: Bundesverdienstkreuz am Bande
- 1995: Ehrenkreuz der Bundeswehr in Gold

## Schriften (Auswahl)
- (Hrsg.): Immer im Einsatz. 50 Jahre Luftwaffe. Mittler, Hamburg 2005, ISBN 3-8132-0837-0.